# Утакмице фудбалске репрезентације Мађарске 2004.
| Домаћин | Гост |

Фудбалска репрезентација Мађарске је током 2004. године одиграла петнаест званичних утакмица. Годину су започели са међународним турниром на Кипру, где су у финалу изгубили од Румуна са 3 : 0. Уследило је шест пријатељских утакмица које су послужиле за припрему за квалификације за Светско првенство 2006. Репрезентација је у припремним сусретима остварила три победе и три пораза. На стадиону Ференц Пушкаш играли су против актуелног светског шампиона Бразила, утакмицу коју су изгубили са 4 : 1, и победили са изненађујућих 2 : 0 против освајача сребрне медаље на Светском првенству 2002. године, Немачке. У квалификацијама за Светско првенство репрезентација Мађарске је савладала и Исланд и Малту, који су важили за слабије, док су од више рангираних хрватских и шведских репрезентација претрпели гладтке поразе,обе утакмице су завршене са резултатом од по 3 : 0.
Година је завршена турниром организованим у Бангкоку, Тајланд, где су се прво сусрели са Словацима (0 : 1), а затим са Естонцима (5 : 0). Све у свему, биланс је осам победа и седам пораза, репрезентација Мађарске није играла ниједну утакмицу нерешено.

## Утакмице
| Мађарска               | 2 : 0    | Јерменија |
| ---------------------- | -------- | --------- |
| Сабич 63’ · Листеш 75’ | Извештај |           |

| Мађарска                 | 2 : 1    | Летонија         |
| ------------------------ | -------- | ---------------- |
| Текели 82’ · Кенешеи 85’ | Извештај | 64’ И. Степановс |

| Мађарска | 0 : 3    | Румунија                                                 |
| -------- | -------- | -------------------------------------------------------- |
|          | Извештај | 11’ Д. А. Михут · 89’ И. Данчулеску · 90+2’ Г. Карамарин |

| Мађарска          | 1 : 2    | Велс                         |
| ----------------- | -------- | ---------------------------- |
| Кенешеи 18’ (пен) | Извештај | 20’ Џ. Кумас · 81’ Р. Ерншоу |

| Мађарска                                | 3 : 2    | Јапан                 |
| --------------------------------------- | -------- | --------------------- |
| Кутор 53’ · Јухас 67’ · Хусти 90’ (пен) | Извештај | 75’ Тамада · 77’ Кубо |

| Мађарска     | 1 : 4    | Бразил                                      |
| ------------ | -------- | ------------------------------------------- |
| Торгхеле 56’ | Извештај | 33’ Кака · 35’ 45’ Фабијано · 76’ Роналдињо |

| Кина                          | 2 : 1    | Мађарска   |
| ----------------------------- | -------- | ---------- |
| Чао Хај−пин 44’ · Женг Жи 89’ | Извештај | 4’ Кенешеи |

| Немачка | 0 : 2    | Мађарска        |
| ------- | -------- | --------------- |
|         | Извештај | 7’ 31’ Торгхеле |

| Шкотска | 0 : 3    | Мађарска                                   |
| ------- | -------- | ------------------------------------------ |
|         | Извештај | 45+1’ (пен) 53’ Хусти · 73’ (аг) Д. Маршал |

| Хрватска                                | 3 : 0    | Мађарска |
| --------------------------------------- | -------- | -------- |
| Пршо 31’ · Класнић 57’ · Ђепеш 80’ (аг) | Извештај |          |

| Мађарска                            | 3 : 2    | Исланд                            |
| ----------------------------------- | -------- | --------------------------------- |
| Гера 62’ · Торгхеле 75’ · Сабич 80’ | Извештај | 39’ Е. Гудјонсен · 78’ (аг) Ђепеш |

| Шведска                                 | 3 : 0    | Мађарска |
| --------------------------------------- | -------- | -------- |
| Јунгберг 26’ · Ларсон 50’ · Свенсон 67’ | Извештај |          |

| Малта | 0 : 2    | Мађарска               |
| ----- | -------- | ---------------------- |
|       | Извештај | 39’ Гера · 90+3’ Ковач |

| Мађарска | 0 : 1    | Словачка       |
| -------- | -------- | -------------- |
|          | Извештај | 47’ А. Поразик |

| Мађарска                                                              | 5 : 0    | Естонија |
| --------------------------------------------------------------------- | -------- | -------- |
| Роша 12’ · О. Рејнумај 15’ (аг) · Керекеш 19’ · Рајци 25’ · Полак 63’ | Извештај |          |

## Голгетери у 2004.
| - Габор Кираљ (голман) - Имре Сабич - Кристиан Листеш - Атила Текели - Атила Кутор - Роланд Јухас - Саболч Хусти - Шандор Торгхеле - Золтан Гера - Петер Ковач - Жомбор Керекеш - Петер Рајци - Золтан Полак |

## Извори и спољашње везе
- Све утакмице репрезентације Мађарске
- Репрезентација Мађарске на фудбалској бази података
- Утакмице репрезентације Мађарске (2004)